# Charles James Napier
Pour les articles homonymes, voir Napier et Charles Napier.
Charles James Napier né le 10 août 1782 à Londres au Palais de Whitehall, mort le 29 août 1853 à Portsmouth, est un général britannique et Commander-in-Chief aux Indes.

## Biographie
Charles James Napier naît le 10 août 1782. Il est le fils de George Napier et frère de William Francis Patrick Napier. Dans sa jeunesse, il sert dans le 95th Rifle puis commande le 50th Foot en Espagne. Blessé et capturé lors de la bataille de La Corogne, il est échangé, mais est une nouvelle fois gravement blessé à la tête peu de temps après. Par la suite il commande brièvement le 102nd Foot contre les États-Unis en 1813 avant de reprendre la tête du 50th.
Il est placé à la tête de l’administration d’une partie des îles Ioniennes de 1819 à 1830, date à laquelle il se voit retirer ses fonctions en raison de ses mauvaises relations avec ses supérieurs. Il s’adonne dans les années qui suivent à l’écriture, avant d’être rappelé en 1839 pour ramener l’ordre dans le nord de l’Angleterre en proie aux émeutes chartistes, ce qu’il parvient à faire sans effusion de sang et lui vaut d’être nommé chevalier commandeur de l’Ordre du Bain.
Ayant accepté en 1841 un poste au Sind, il y est confronté aux Baloutches, contre lesquels il remporte une importante victoire le 17 février 1843 à Miani, bien que ses troupes combattent à un contre dix, puis une nouvelle fois à Hyderabad. Il reste à la tête de l’administration du Sind, date à laquelle il met fin à ses fonctions, une nouvelle fois en raison de désaccords avec ses supérieurs. Rappelé en 1849, Napier devint commandant en chef aux Indes, mais démissionne en 1851 pour les mêmes raisons que les fois précédentes.
Malade, il se retire dans sa propriété du Hampshire, où il meurt en 1853 à 71 ans.

## Postérité
La ville de Napier en Nouvelle-Zélande porte son nom. Il est enterré à Portsmouth, dans l'enceinte de la Royal Garrison Chapel.
Une statue est érigée en son honneur à Trafalgar Square.

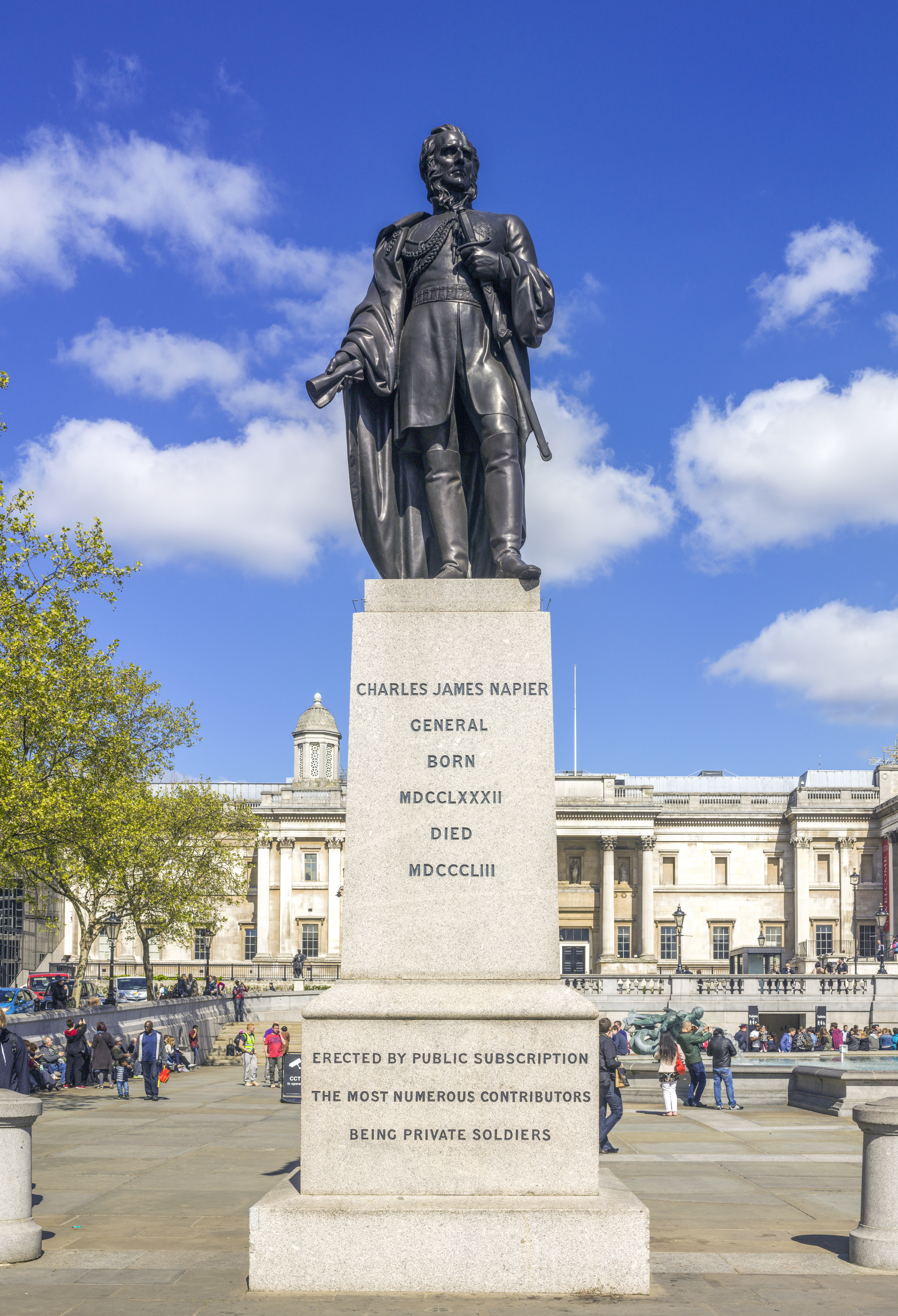
Statue de Charles Napier à Trafalgar Square.
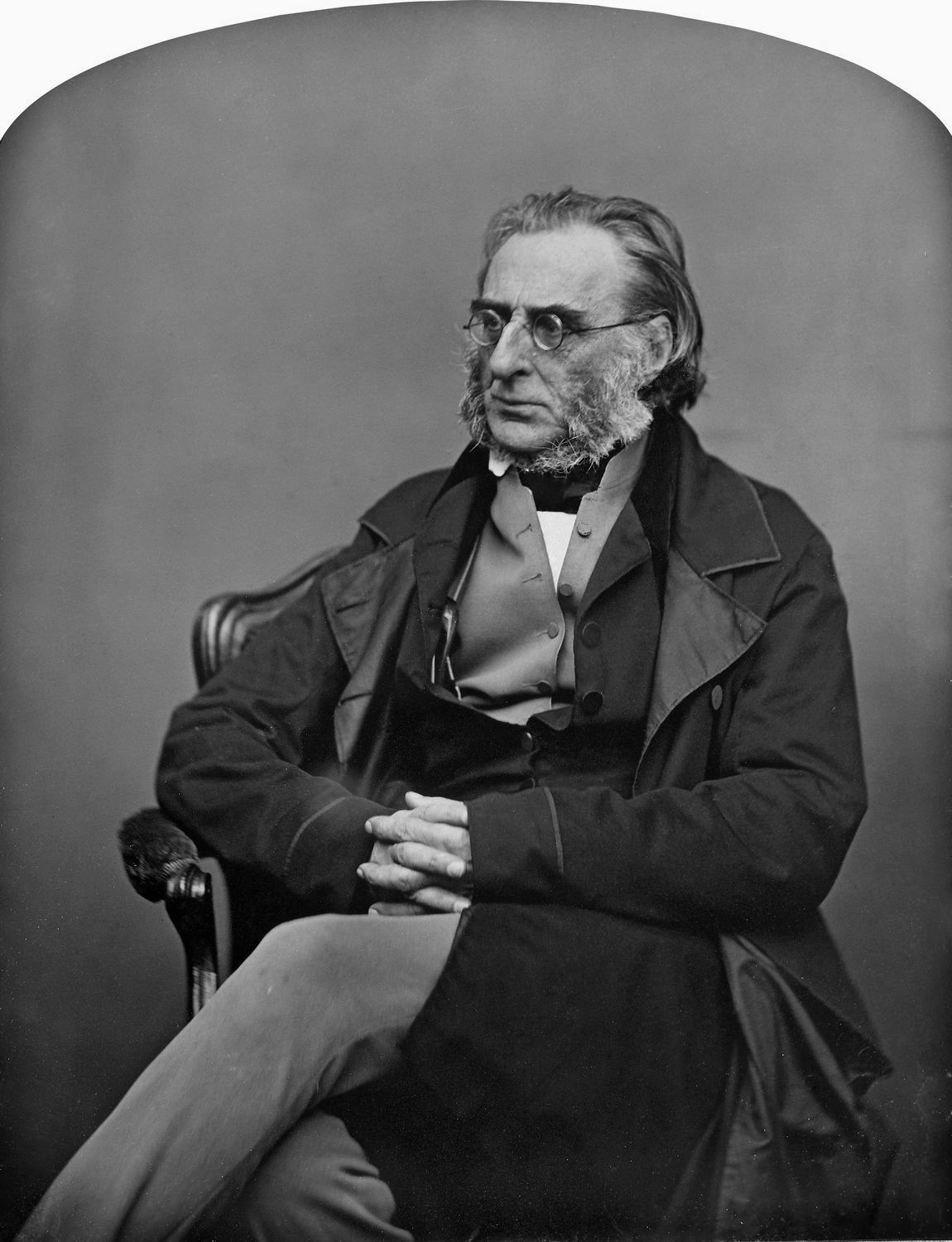
Daguerréotype de William Edward Kilburn représentant Napier en 1849.